# Чёрный ручей (картина Курбе)
«Чёрный ручей» (фр. Le ruisseau noir) — картина французского художника-реалиста Густава Курбе, написанная в 1865 году. В настоящее время хранится в Музее Орсе в Париже.

## История
Эта картина выставлялась на всемирной выставке в Париже в 1867 году и была куплена у художника в том же году графом де Ньёверкерке, директором музеев, для Наполеона III, по цене 2000 французских франков. Полотно было частью личной коллекции Императора и было передано Лувру Трибуналом вместе с другими картинами 12 февраля 1879 года. В 1881 году она была выставлена в Люксембурге под названием «Чёрный овраг» («Le puits noir»), что на самом деле является названием другой работы, написанной в 1869 году.

## Описание
На картине изображено ущелье, по которому протекает извилистый ручей, русло которого завалено камнями, а берега покрыты дикой растительностью. Изображенный ручей — это Лу, ручей, протекающий через деревню Орнан, где родился Курбе. Художник множество раз использовал эту местность в своих работах.
Об этом ландшафте Курбе писал:
 Возможно, это лучшее, что я когда-либо рисовал; картина изображает Лу, замурованный между большими мшистыми валунами, с густой солнечной листвой на заднем плане. 
 Курбе любил искать какой-нибудь нетронутый уголок в этих одиноких местах, где влажность создает впечатление странного мира, из которого исконные воды только что отступили. В этой работе чувствуется энтузиазм художника, техника которого находится на пике совершенства. Рисуя фон он использовал только кисть, но в целом картина была создана мастихином. Курбе разламывал свои пигменты и раскладывал их по диагонали с помощью мастихина, создавая эффект прозрачности и глубины, столь же богатый, как те, что были получены с помощью глазури в работах более ранних художников. Его великолепная зелень раскрывает роскошь полуводного мира с буйством растительности.